# Emma Igelström
Emma Igelström (ur. 6 marca 1980 w Karlshamn) – szwedzka pływaczka specjalizująca się w stylu klasycznym. Uczestniczka letnich igrzysk olimpijskich w Sydney (2000). Czterokrotna mistrzyni świata na krótkim basenie oraz trzykrotna mistrzyni Europy na długim basenie.
W wyniku bulimii musiała zakończyć karierę sportową.

## Sukcesy sportowe
- mistrzostwa świata na krótkim basenie
  -  – 4 x 100 m stylem zmiennym – Ateny 2000
  -  – 50 m stylem klasycznym – Moskwa 2002
  -  – 100 m stylem klasycznym – Moskwa 2002
  -  – 4 x 100 m stylem zmiennym – Moskwa 2002
  -  – 200 m stylem klasycznym – Moskwa 2002
- mistrzostwa Europy
  -  – 4 x 100 m stylem zmiennym – Helsinki 2000
  -  – 50 m stylem klasycznym – Berlin 2002
  -  – 100 m stylem klasycznym – Berlin 2002
  -  – 4 x 100 m stylem zmiennym – Berlin 2002
  -  – 200 m stylem klasycznym – Berlin 2002

## Telewizyjne programy rozrywkowe
- 2011: Waterwörld – uczestniczka[2][3][4]
- 2011: Du är vad du äter (TV4) – gościnny występ
- 2014: Let’s Dance (TV4) – uczestniczka; zajęła ostatnie, 11. miejsce